# 마쓰시타 요시토
마쓰시타 요시토(일본어: 松下 泰士, 1989년 10월 29일 ~ )는 일본의 전 축구 선수이다.

## 구단 경력
과거 그루자 모리오카에서 활동하였다.